# 剖腹手术
剖腹手术（英语：Laparotomy、Celiotomy）也称为开腹手术或剖腹术，是一种通过腹壁的外科切口进入腹腔的外科手术。

## 起源和历史
1809年，以法莲·麦克道尔（Ephraim McDowell）在肯塔基州丹维尔进行了第一例成功的无麻醉剖腹手术。1881年7月13日，乔治·古德费洛（George E. Goodfellow）在亚利桑那领地墓碑镇外治疗一名腹部被.32口径柯尔特左轮手枪射中的矿工。古德费洛在这名男子中弹九天后为他进行了手术，这是第一例治疗枪伤的剖腹手术。

## 术语
该术语源自希腊语“λᾰπάρᾱ（lapara）”，意为肋骨和臀部、胁腹之间柔软的部分；后缀“-tomy”源自希腊语“τομή（tome）”，意为切割（外科）。
在诊断性剖腹手术（常称为剖腹探查手術，缩写为ex-lap）中，疾病的性质不明确，而剖腹手术被认为是确定病因的最佳方法。
在治疗性剖腹手术中，已经确定了病因（例如结肠癌）并且需要进行手术来治疗。
通常，只有剖腹探查术才被视为独立的外科手术。当已经计划进行特定手术时，剖腹手术仅被视为手术的第一步。

## 进入的空间
根据切口位置，剖腹手术可以进入任何腹部器官或空间，并且是这些器官的任何主要诊断或治疗性外科手术的第一步，其中包括：
- 消化道（胃、十二指肠、空肠、回肠和结肠）
- 肝脏、胰腺、胆囊和脾脏
- 膀胱
- 男性前列腺
- 女性生殖器官（子宫和卵巢）
- 腹膜后隙（英语：Retroperitoneal space）（肾脏、主动脉、腹部淋巴结）

## 切口类型

### 腹中线
剖腹手术最常见的切口是腹部中部沿着腹白线的垂直切口。
- 上腹中线切口通常从剑突延伸至肚脐。
- 典型的下腹中线切口上部受限于肚脐，下部受限于耻骨联合。
- 有时采用从剑突延伸至耻骨联合的单个切口，特别是在创伤手术（英语：Trauma surgery）中。

腹中线切口在诊断性剖腹手术中特别受欢迎，因为这种切口可以广泛进入大部分腹腔。

#### 中线切口过程
1. 沿腹中线切开皮肤
2. 切开皮下组织
3. 分割腹白线
4. 拿起腹膜，确认有无肠粘连
5. 切割腹膜
6. 将手指插入伤口下方，确保没有粘连
7. 用剪刀剪开腹膜

### 其他
其他常见的剖腹手术切口包括：
- 科克尔切口（Kocher's incision）：一种位于右肋下的切口，以埃米尔·特奥多尔·科赫尔命名，适用于肝脏、胆囊和胆道的某些手术。[3]这与用于甲状腺手术的科克尔切口同名：一种横向略微弯曲的切口，位于胸锁关节（英语：Sternoclavicular joint）上方约2厘米处。
- 洛基-戴维斯切口（Rockey–Davis）：一种用于阑尾切除术的“肌肉分离”右下腹切口，以俄勒冈州外科医生阿尔法·尤金·洛基（Alpha Eugene Rockey，1857至1927年）和费城外科医生格威林·乔治·戴维斯（Gwilym George Davis，1857至1918年）命名，他们于1905年设计了这种切口方式 。[4]
- 普芬内斯提尔切口（Pfannenstiel incision）：一种位于肚脐下方、耻骨联合上方的横向切口。[5][6]在经典的普芬内斯提尔切口中，皮肤和皮下组织被横向切开，但腹白线被垂直切开。它是剖腹产术和良性疾病经腹子宫切除术的首选切口。这种切口的一种变体是梅拉德切口（Maylard incision），其中腹直肌被横向切开，以允许更广泛地进入骨盆。[7]这是由苏格兰外科医生阿尔弗雷德·欧内斯特·梅拉德（Alfred Ernest Maylard，1855至1947年）于1920年首创的。[8]
- 腰部切开术（Lumbotomy）包括腰部切口，允许在不进入腹膜腔的情况下进入肾脏（位于腹膜后）。它通常仅用于良性肾脏病变。它还被提议用于上泌尿道手术。[9]
- 切尔尼切口（Cherney incision）：一种由美国泌尿妇科外科医生列昂尼德·谢尔盖·切尔尼（Leonid Sergius Cherney，1908至1963年）于1941年发明的切口。[10]

## 剖腹手术后的并发症
在全球范围内，很少有研究比较不同卫生系统剖腹手术后的围手术期死亡率。
英国开展的一项针对超过180,000名患者的研究旨在确定紧急剖腹手术定量无效的时间范围，并使用英国国家紧急剖腹手术审计（NELA）数据库调查预测定量无效的因素。该研究使用了两阶段方法：第一阶段通过在线调查和指导小组讨论确定了定量无效的时间范围；第二阶段将此定义应用于2013年12月至2020年12月入组NELA的患者进行分析。定量无效定义为紧急剖腹手术后3天内的全因死亡率。结果显示，4%的患者（7442/180,987）出现定量无效，中位年龄为74岁。定量无效的重要预测因素包括年龄、动脉乳酸水平和心肺合并症。虚弱与早期死亡的风险增加了38%，而肠道缺血手术则导致手术无效的可能性增加两倍。这些研究结果表明，紧急剖腹手术后的定量无效与决策者术前可用的可量化风险因素相关，应将其纳入与极高风险患者的共同决策讨论中。
还有几项国家研究考察了不同卫生系统的30天死亡率，包括英国（国家紧急剖腹手术审计，NELA）以及澳大利亚和新西兰（ANZELA）。一项对58个高、中和低收入国家的357个中心的10,745名接受紧急剖腹手术的成年患者进行的重大前瞻性研究发现，即使根据预后因素进行调整，低人类发展指数（HDI）国家的死亡率仍是高人类发展指数国家的三倍。在这项研究中，24小时内全球总体死亡率为1.6%（高1.1%，中1.9%，低3.4%；P<0.001），30天时升至5.4%（高4.5%，中6.0%，低8.6；P<0.001）。在578名死亡患者中，404名（69.9%）在术后24小时至30天内死亡（高74.2%，中68.8%，低60.5%）。患者安全因素被认为发挥了重要作用，使用世界卫生组织外科手术安全核对表可降低30天死亡率。
采用类似的方法，一项对43个国家253个中心的1,409名接受紧急剖腹手术的儿童进行的独特全球研究表明，低人类发展指数和中等人类发展指数国家的手术后儿童的死亡率可能是高人类发展指数国家的7倍，这意味着在这些环境中每进行1000次手术就会有40人超额死亡。国际上最常见的手术是阑尾切除术、小肠切除术、幽门肌切开术和肠套叠矫正术。在根据患者和医院风险因素进行调整后，低人类发展指数国家（调整后OR 7.14（95% CI 2.52至20.23），p<0.001）和中等人类发展指数国家（4.42（1.44至13.56），p=0.009）的30天儿童死亡率于高人类发展指数国家相比明显更高。
腹部手术后口服药物的吸收受到显着影响。

## 相关手术
一个相关的手术是腹腔镜手术，将摄像机和其他器械通过腹部的小孔插入腹膜腔。例如，阑尾切除术可以通过剖腹手术或腹腔镜手术来完成。
没有证据表明剖腹手术期间腹膜闭合具有短期或长期优势。